# La Banque Némo (film)
Pour les articles homonymes, voir La Banque Némo.
Pour plus de détails, voir Fiche technique et Distribution.
La Banque Némo est un film français réalisé par Marguerite Viel, sorti en 1934.

## Synopsis
Après l'arrestation et l'incarcération pour indélicatesses de Larnoy, le caissier de la banque Némo, Gustave Lebrèche le remplace aussitôt à la fois dans sa place à la banque et auprès de sa maîtresse. Lebrèche gravit bientôt tous les échelons de la hiérarchie pour devenir fondé de pouvoir. Intriguant pour évincer le directeur, il se retrouve rapidement à la tête de l'établissement qu'il a repris pour presque rien à son propriétaire après lui avoir fait croire à sa ruine. Même la tentative de mise en lumière de ses malversations par Larnoy, sorti de prison deux ans plus tard, échouera, et ce sera Larnoy lui-même qui énoncera la morale de l'histoire : l'on met un homme en prison pour avoir dérobé un mouchoir, mais, au-delà de cent millions, voler son prochain devient légitime.

## Censure
Le film qui s'inspire ouvertement de l'affaire Stavisky connut quelques problèmes avec la censure. La scène où l'on voit le conseil des ministres accepter à l'unanimité d’étouffer l'affaire fut purement et simplement coupée.

## Fiche technique
Source : IMDb
- Titre français : La Banque Némo
- Réalisation : Marguerite Viel
- Supervision : Jean Choux
- Scénario : Marguerite Viel, d'après la pièce éponyme de Louis Verneuil créée le 21 novembre 1931 au Théâtre de la Michodière, à Paris.
- Décors : Lazare Meerson
- Photographie : Henri Barreyre et André Thomas
- Montage : André Versein
- Maquillage : Hagop Arakelian
- Musique : Armand Bernard
- Sociétés de production : As-Film, Tobiskunst
- Société de distribution : Cinelux
- Pays d'origine : France
- Format : Noir et blanc - 35 mm - 1,37:1 - Mono
- Genre : Comédie dramatique
- Durée : 92 minutes
- Date de sortie : 27 juillet 1934
- DVD : Disponible en 2013 chez René Chateau
- Affiche : Jean-Adrien Mercier

## Distribution
Source : Bifi.fr
- Victor Boucher : Gustave Lebrèche[1]
- Mona Goya : Charlotte
- Alice Tissot : Mme Némo
- René Bergeron : Émile Larnoy
- Charles Fallot : Némo
- Georges Prieur : le ministre
- Henry Bonvallet : Vauquelin
- Gustave Gallet : Biscotte
- Claire Gérard : la locataire
- Micheline Bernard : une secrétaire
- Fred Marche : Pignolet
- André Carnège : l'inspecteur
- Georges Pally : le président
- Gaston Mauger : le ministre
- Henry Charrett : le journaliste
- Guy Rapp